# Oligopogon harlequini
Oligopogon harlequini är en tvåvingeart som beskrevs av H. Oldroyd 1970. Oligopogon harlequini ingår i släktet Oligopogon och familjen rovflugor. Inga underarter finns listade i Catalogue of Life.